# Rząd światowy
Rząd światowy – koncepcja zakładająca stworzenie ciała politycznego, które stanowiłoby i wdrażało prawo międzynarodowe.
Według zwolenników tej teorii główną zaletą ustanowienia rządu światowego jest to, że wyeliminowałby on możliwość powstawania wojen i ograniczył wydatki na zbrojenia, które są wynikiem rywalizacji pomiędzy krajami. Natomiast przeciwnicy rządu światowego są zdania, że krwawe konflikty nadal by istniały pod postacią wojen domowych i zintensyfikowanych walk z ruchami separatystycznymi.
Wielu zwolenników teorii spiskowych dopatruje się „tajnego rządu światowego” w grupie Bilderberg. Inną teorią tego typu jest nowy porządek świata (ang. NWO).

## W fikcji
Postać prezydenta Ziemi pojawia się w filmie s-f V element, oraz w serialu animowanym Oban Star Racers. Motyw rządu światowego występuje też w serialu The Ark.